# Amanti d'oltretomba
Amanti d'oltretomba è un film del 1965 diretto da Mario Caiano, con protagonista Barbara Steele. È una storia che mette insieme l'horror soprannaturale con qualche elemento tipico del thriller.

## Trama
Stephen Arrowsmith è un dottore senza scrupoli che tradisce sua moglie Muriel con l'assistente Solange. Muriel a sua volta tradisce il dottore con David, il giardiniere. Una notte il dottore scopre il tradimento e uccide entrambi così da ereditare tutti beni della moglie, ma Muriel ha dato tutti i suoi beni alla sorella Jenny.
Deciso a prendersi l'eredità, Arrowsmith sposa Jenny e cerca di farla diventare pazza così da ereditare tutto, ma a complicare il piano ci si mettono il dottor Joyce ma soprattutto i fantasmi di Muriel e David che cercano vendetta.

## Produzione
Il regista Mario Caiano dichiarò che Amanti d'oltretomba nacque dalla sua passione per l'attrice Barbara Steele e il genere gotico, uno stile che iniziò ad amare negli anni quaranta quando lesse per la prima volta le opere di Edgar Allan Poe. Caiano disse di non essere stato influenzato dal regista Mario Bava, e non ricordò di aver visto suoi film con la possibile eccezione de La maschera del demonio (1960). La sceneggiatura iniziale della pellicola era intitolata Orgasmo e riutilizzava idee del racconto di Poe Il cuore rivelatore.
Il padre di Caiano, Carlo, è stato il produttore del film e gli fornì un piccolo budget con cui lavorare. Con il suo amico Bruno Cesari, Caiano trovò una villa da utilizzare come luogo per le riprese. Il film è stato girato a Villa Parisi, a Frascati, e presso i De Paolis In.Ci.R. Studios di Roma in diciotto giorni. Il film è stato distribuito in bianco e nero, sotto la supervisione del direttore della fotografia Enzo Barboni, anche se inizialmente era previsto che ad alcune scene fosse data una sfumatura rossa in post-produzione.

## Distribuzione
Amanti d'oltretomba è stato distribuito nei cinema italiani il 16 luglio 1965. Il film ha incassato un totale di 154 milioni di lire a livello nazionale.
La pellicola è stata distribuita col titolo Nightmare Castle negli Stati Uniti, dove è entrata nel pubblico dominio.
Il film è stato distribuito anche coi titoli Orgasmo, The Faceless Monster, Lovers Beyond the Tomb, Lovers from Beyond the Tomb, Night of the Doomed.

## Critica
- Lo stesso Paul Müller ha dichiarato: "Per me questo era un ottimo film ma non ha avuto successo forse perché era troppo fatto bene e diverso per il genere del film dell'orrore".»

(Fantafilm)